# Pierre Sudreau

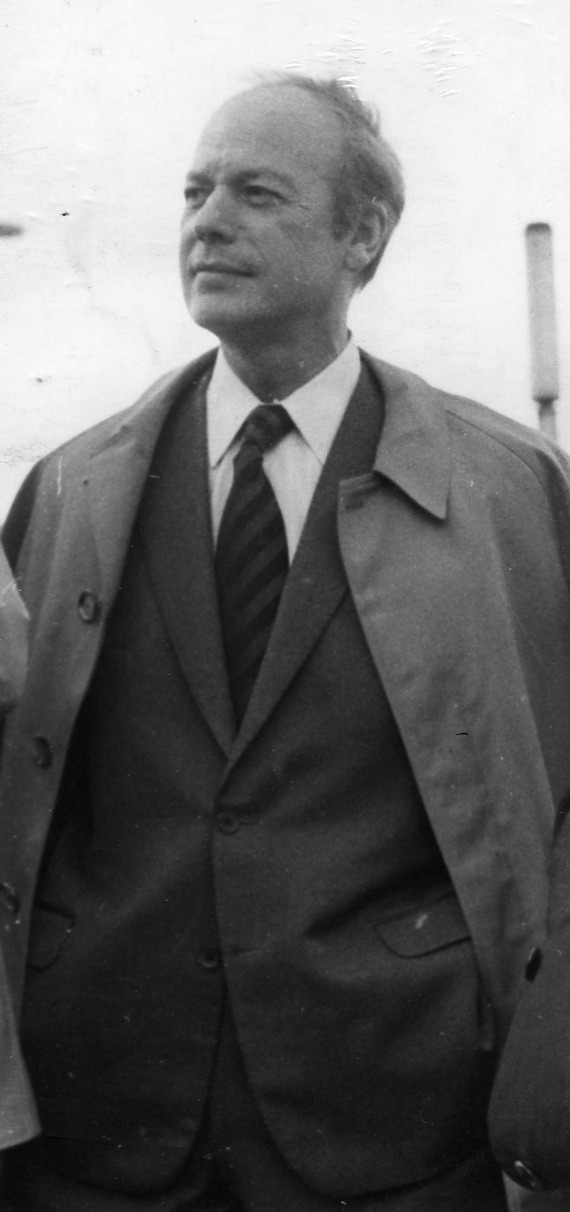
Pierre Sudreau

Pierre Sudreau (* 13. Mai 1919 in Paris; † 22. Januar 2012 ebenda) war ein französischer christdemokratischer Politiker (parteilos, aber MRP, dann CD und zuletzt UDF-CDS nahestehend). Er war von 1958 bis 1962 Bauminister und von April bis Oktober 1962 Minister für nationale Bildung. Später war er von 1967 bis 1981 Mitglied der Nationalversammlung, wo er einen Wahlkreis des Départements Loir-et-Cher vertrat, und von 1971 bis 1989 Bürgermeister der Stadt Blois.
In seiner Kindheit betrieb Sudreau einen Briefwechsel mit Antoine de Saint-Exupéry. Während des Zweiten Weltkriegs war er Widerstandskämpfer im Réseau Brutus. Seine Haft im KZ Buchenwald prägte Sudreaus späteres politisches Leben und machte ihn nach seinen Angaben zum überzeugten Europäer. Vor seiner politischen Laufbahn war er hoher Beamter. Von 1962 bis 1968 war Sudreau Präsident der Europäischen Bewegung Frankreich und von 1963 bis 1996 Vorsitzender des Verbands der französischen Eisenbahnindustrie (FIF).

## Kindheit, Zweiter Weltkrieg und Résistancekämpfer

Sudreaus Briefwechsel mit dem Autor Antoine de Saint-Exupéry galt als Inspiration für dessen Roman Der kleine Prinz

Sudreau stammte aus einer wohlhabenden Familie, wurde jedoch mit dem Tod seines Vaters 1923 bereits als Vierjähriger zum Halbwaisen. Daraufhin wurde er von seiner Mutter in das Internat Lycée Hoche in Versailles geschickt, wo er als Zwölfjähriger den 1930 erschienenen Roman Nachtflug (Vol de Nuit) von Antoine de Saint-Exupéry las. Er begann daraufhin einen Briefwechsel mit dem Autor. Dieser Briefwechsel inspirierte den Autor später zum Schreiben des Buches Der kleine Prinz und Sudreau selbst galt als Vorbild für die Titelfigur.
Nach dem Schulbesuch absolvierte er ein Studium der Rechtswissenschaften (Abschluss mit Licence und Diplôme d’études supérieures) und Geschichte (Licence) an der Universität Paris (Sorbonne) und besuchte die private Hochschule École libre des sciences politiques (Sciences Po). Er bereitete sich auf die Agrégation (Staatsprüfung für das höhere Lehramt) in Geschichte vor, wurde jedoch durch den Beginn des Zweiten Weltkriegs daran gehindert. Noch während seiner Ausbildung zum Kampfpiloten an der École de l’air in Bordeaux-Mérignac unterlag Frankreich der deutschen Wehrmacht und wurde im Juni 1940 zur Kapitulation gezwungen. Anders als einige seiner Kommilitonen floh er nicht nach England, sondern blieb in der sogenannten freien Zone im Süden Frankreichs und diente als Offizier in der Luftstreitkraft des Vichy-Regimes.
Er engagierte sich im Réseau Alliance, einer Gruppe der Widerstandsbewegung Résistance, und gehörte zusammen mit André Boyer und Gaston Defferre zum Netzwerk Brutus. Für seine dortigen Aktionen wurde er nach seiner Verhaftung im November 1943 zunächst in das Gefängnis der Geheimen Staatspolizei in Fresnes (Val-de-Marne) verbracht, ehe er in das KZ Buchenwald deportiert wurde. Als Chef des Netzwerkes Brutus wurde er zum Tode verurteilt. Vor der Vollstreckung des Urteils wurde er bewahrt, weil ihm im Lager die Identität eines verstorbenen Häftlings verschafft werden konnte. Auch im KZ Buchenwald war er in den organisierten Widerstand eingebunden und an der Befreiung des Lagers durch bewaffnete Häftlinge und Einheiten der 3. US-Armee am 11. April 1945 beteiligt. Seine Haft im KZ Buchenwald prägte sein späteres politisches Leben und machte ihn nach seinen Angaben zum überzeugten Europäer.

## Nachkriegszeit und Amtszeit als Minister
Nach seiner Befreiung wurde er durch General Charles de Gaulle gefördert und trat 1945 als Beamter in das Innenministerium ein, in dem er erst Unterpräfekt sowie anschließend Referatsleiter (sous-directeur) war. Mit erst 27 Jahren war Sudreau stellvertretender Generaldirektor des Service de documentation extérieure et de contre-espionnage (SDECE) und ab 1947 Verwaltungsdirektor für allgemeine Angelegenheiten der nationalen Polizeibehörde Sûreté nationale und ab 1949 Abteilungsleiter im Innenministerium. Er war vom 28. August 1951 bis zum 16. Juni 1955 Präfekt des Départements Loir-et-Cher und damit jüngster Präfekt Frankreichs. Danach war er zwischen 1955 und 1956 Mitarbeiter im Leitungsbüro (cabinet) von Premierminister Edgar Faure, ehe er Kommissar für das Bauwesen und Raumplanung der Region um Paris wurde. In dieser Position trug er Verantwortung für Großprojekte wie den Bau des Boulevard périphérique und die Planung des Hochhausviertels La Défense.
Am 9. Juni 1958 wurde Sudreau von Premierminister de Gaulle zum Bauminister (Ministre de la Construction) in dessen dritte Regierung berufen. Das Amt des Bauministers bekleidete er – nach Gründung der Fünften Republik – auch vom 9. Januar 1959 bis zum 16. April 1962 im Kabinett von Premierminister Michel Debré. In dieser Funktion begleitete er 1960 Staatspräsident de Gaulle bei der Einweihung des nationalen Denkmals für die Märtyrer der Deportation zum KZ Natzweiler-Struthof.
Nach Kriegsende hatte er dem Staatspräsidenten Charles de Gaulle die Kontaktaufnahme mit Konrad Adenauer empfohlen, weil er annahm, dieser Deutsche habe auch in einem Konzentrationslager gesessen. Als Sudreau seinen Irrtum bemerkte, war der erste Schritt zur deutsch-französischen Aussöhnung längst getan.
Im Anschluss übernahm er am 16. April 1962 in der ersten Regierung von Premierminister Georges Pompidou das Amt des Ministers für nationale Bildung (Ministre de l’éducation nationale) und übte dieses Amt bis zu seinem Rücktritt am 15. Oktober 1962 aus. Sein Nachfolger wurde daraufhin Louis Joxe. Grund für seinen Rücktritt war seine Unzufriedenheit mit der Änderung der Verfassung der Fünften Republik, die zukünftig eine Direktwahl des Präsidenten der Republik vorsah anstelle der bisherigen Wahl durch ein aus den Mitgliedern der Nationalversammlung sowie des Senats bestehendes Wahlgremium.
Nach seinem Ausscheiden aus der Regierung wurde Sudreau 1962 Nachfolger von René Mayer als Präsident der Europäischen Bewegung Frankreich (Mouvement Européen-France) und übte diese Funktion bis zu seiner Ablösung durch Gaston Defferre 1968 aus. Daneben war er von 1963 bis 1996 Vorsitzender des Verbandes der Industrie für Eisenbahnmaterial FIF (Fédération des industries ferroviaires). In dieser Funktion gelang ihm 1970 mit dem Verkauf von 10.000 Eisenbahnwaggons an die Deutsche Reichsbahn der umfangreichste Vertragsabschluss in den französisch-ostdeutschen Handelsbeziehungen. Als Vorsitzender des FIF wurde er auch zu einem „Vater“ des Hochgeschwindigkeitszuges TGV.
In den 1960er- bis 80er-Jahren führte der sowjetische Geheimdienst KGB Sudreau als Einflussagenten. Seine Aufgabe war, in der französischen Öffentlichkeit und Politik eine positive Haltung gegenüber der Sowjetunion zu verbreiten. Dies ergibt sich aus dem Archiv des nach dem Zerfall der Sowjetunion übergelaufenen ehemaligen KGB-Offiziers Wassili Mitrochin. Über eine etwaige Vergütung Sudreaus oder den genauen Modus seines Auftrags ist jedoch nichts bekannt. Der französische Inlandsgeheimdienst Direction de la surveillance du territoire (DST) beobachtete Sudreau aufgrund seiner für einen Politiker des bürgerlichen Lagers ungewöhnlichen pro-sowjetischen Stellungnahmen.

## Mitglied der Nationalversammlung und Bürgermeister von Blois

### Wahlen 1967 und 1968
Dem Parteilosen Sudreau wurde 1965 vorgeschlagen, als Kandidat der bürgerlichen, nicht-gaullistischen Mitte bei der Präsidentschaftswahl gegen den Amtsinhaber Charles de Gaulle anzutreten. Er lehnte aber ab und unterstützte stattdessen die Kandidatur Jean Lecanuets vom christdemokratischen Mouvement républicain populaire (MRP). Sudreau gehörte zu den Gründern des von Lecanuet initiierten Wahlbündnisses Centre démocrate (CD), wurde aber kein Mitglied der daraus hervorgegangenen Partei. Als parteiloser Kandidat, nominiert vom Centre démocrate, gewann er bei den Wahlen zur Nationalversammlung am 12. März 1967 das Mandat im ersten Wahlkreis des Départements Loir-et-Cher (in dem die Präfekturstadt Blois liegt) im zweiten Wahlgang mit 65 Prozent (der bisherige Wahlkreisabgeordnete Roger Goemaere von der gaullistischen UD-Ve zog sich zurück, nachdem er im ersten Wahlgang nur auf den zweiten Platz gekommen war). In der Nationalversammlung saß Sudreau in der Oppositionsfraktion Progrès et démocratie moderne (PDM). Nach seinem Einzug in das Palais Bourbon wurde er am 6. April 1967 Mitglied des Ausschusses für Finanzen, allgemeine Wirtschaft und Planung (Commission des finances, de l'économie générale et du plan).
Bei den wegen der Unruhen im Mai 1968 vorgezogenen Wahlen vom 30. Juni 1968 wurde er in seinem Wahlkreis mit 70 Prozent im zweiten Wahlgang wiedergewählt – wiederum nach Rückzug des gaullistischen Kandidaten Jean-François Deniau. Er gehörte weiterhin der PDM-Fraktion an und war zunächst wieder Mitglied des Ausschusses für Finanzen, allgemeine Wirtschaft und Planung, wechselte am 2. April 1970 aber in den Auswärtigen Ausschuss (Commission des affaires étrangères), ehe er am 2. April 1971 wieder Mitglied des Ausschusses für Finanzen, allgemeine Wirtschaft und Planung wurde. Im Vorfeld der Präsidentschaftswahl 1969 machte Sudreau Wahlkampf für Alain Poher vom Centre démocrate, der in der Stichwahl gegen den Gaullisten Georges Pompidou unterlag.
1971 wurde Sudreau darüber hinaus erstmals zum Bürgermeister von Blois gewählt.

### Wahlen 1973 und 1978
Bei den Wahlen vom 4. März 1973 trat Sudreau als parteiloser Kandidat des bürgerlichen Mitte-Bündnisses Mouvement réformateur an. Die Gaullisten stellten in seinem Wahlkreis keinen eigenen Kandidaten auf und er wurde schon im ersten Wahlgang mit 53 Prozent der Stimmen wiedergewählt. Anders als die meisten Abgeordneten seines Wahlbündnisses saß er anschließend nicht in der oppositionellen Fraktion Réformateurs démocrates sociaux (RDS), sondern in der regierungsfreundlichen Union centriste (UC). In der Nationalversammlung wurde er am 5. April 1973 wieder Mitglied des Ausschusses für Finanzen, allgemeine Wirtschaft und Planung, dem er bis zum Ende der fünften Legislaturperiode am 2. April 1978 angehörte. Zugleich wurde er am 18. Dezember 1973 Mitglied des Gemeinsamen Parlamentsausschusses für die Modernisierung der Gesetzgebung für die direkten Kommunalabgaben. Nach der Wahl Valéry Giscard d’Estaings zum Staatspräsidenten fusionierten die Fraktionen UC und RDS 1974 zur Fraktion der Réformateurs, centristes et démocrates sociaux (RCDS), welche die Präsidentschaft Giscard d’Estaings und die von ihm ernannte Regierung unterstützte.
Der Präsident beauftragte Sudreau 1975 mit der Erarbeitung eines Berichts zur Unternehmensreform, der später den Weg für die umfangreichen Änderungen des Arbeitsrechts durch Jean Auroux, dem Arbeitsminister im Kabinett von Premierminister Pierre Mauroy, ebnete. Die beiden christdemokratischen Parteien CD und CDP fusionierten 1976 zum Centre des démocrates sociaux (CDS), dem Sudreau anschließend nahestand und das ab 1978 Teil des Giscard unterstützenden Parteienbündnisses Union pour la démocratie française (UDF) war.
Sudreau wurde 1976 Nachfolger von Raymond Boisdé als Präsident des Regionalrates der Region Centre und übte dieses Amt bis zu seiner Ablösung durch Jean Delaneau 1979 aus. Ferner wurde er 1977 als Bürgermeister von Blois wiedergewählt.
Er wurde bei den Wahlen vom 12. März 1978 des Weiteren wieder zum Mitglied der Nationalversammlung gewählt und vertrat in dieser bis zum Ende der sechsten Legislaturperiode am 22. Mai 1981 für die UDF wieder den ersten Wahlkreis des Départements Loir-et-Cher. Da das gaullistische RPR wieder auf einen Gegenkandidaten verzichtete, setzte sich Sudreau erneut bereits im ersten Wahlgang mit 51,8 Prozent der Stimmen durch. Während dieser sechsten Legislaturperiode war er vom 6. April 1978 bis zum 3. April 1979 weiterhin Mitglied des Ausschusses für Finanzen, allgemeine Wirtschaft und Planung, ehe er am 3. April 1979 erneut Mitglied des Auswärtigen Ausschusses wurde und vom 12. Oktober 1979 bis zum 22. Mai 1981 als Vizepräsident des Auswärtigen Ausschusses fungierte. Bei der nach der Wahl des Sozialisten François Mitterrands zum Staatspräsidenten 1981 vorgezogenen Parlamentswahl kandidierte Sudreau nicht mehr. Sein bisheriger Wahlkreis wählte daraufhin einen sozialistischen Abgeordneten.

### Vom Ausscheiden aus dem Parlament 1981 bis zur Abwahl als Bürgermeister 1989
Als Bürgermeister von Blois bahnte Sudreau 1981 eine grenzüberschreitende Partnerbeziehung zu der in der DDR liegenden Stadt Weimar an, in deren Nähe das einstige KZ Buchenwald liegt. Er und der Weimarer Oberbürgermeister Franz Kirchner (CDU) unterzeichneten eine Freundschaftserklärung, die zur Grundlage für die am 18. Februar 1995 erfolgte Aufnahme einer Städtepartnerschaft wurde.
Nachdem Sudreau 1983 noch einmal als Bürgermeister von Blois wiedergewählt wurde, erlitt er 1989 eine Wahlniederlage gegen den damaligen Kulturminister Jack Lang von der Sozialistischen Partei. Er verlor damit sein Bürgermeisteramt nach 18 Jahren.

## Letzte Lebensjahre
In seinen letzten Lebensjahren engagierte er sich als Präsident der Vereinigung der Veteranen der Widerstandsbewegung ANACR (Association nationale des anciens combattants de la Résistance) sowie von 2006 bis 2009 als Präsident der Fondation de la Résistance.
Sudreau, dem für seine Verdienste unter anderem das Großkreuz der Ehrenlegion verliehen wurde, verstarb an den Folgen einer Herzinsuffizienz im Hôpital des Invalides in Paris.

## Veröffentlichungen
- L’enchaînement, 1967[21]
- La réforme de l’entreprise, 1975
- La stratégie de l’absurde, 1980
- De l’inertie politique, Vorwort von René Rémond, 1985
- Au-delà de toutes les frontières, 1991, Neuauflage 2002[22]
- Sans se départir de soi : quelques vérités sans concession, Mitautor François Georges, 2004
- Elles et Eux et la déportation, Mitautoren Caroline Langlois und Michel Reynaud, 2005

## Hintergrundliteratur
- Peter Lang: French Urban Planning, 1940–1968: The Construction and Deconstruction of an Authoritarian System, 2009, ISBN 1-4331-0400-8.